# Gaetanus divergens
Gaetanus divergens är en kräftdjursart som beskrevs av Wolfenden 1911. Gaetanus divergens ingår i släktet Gaetanus och familjen Aetideidae. Inga underarter finns listade i Catalogue of Life.